# Pelourinho de Ermelo
O Pelourinho de Ermelo situa-se em Ermelo, na atual freguesia de Ermelo e Pardelhas, no município de Mondim de Basto, distrito de Vila Real.
Está classificado como Imóvel de Interesse Público desde 1933.